# Amphistigma minuta
Amphistigma minuta är en ormstjärneart som beskrevs av Hubert Lyman Clark 1938. Amphistigma minuta ingår i släktet Amphistigma och familjen trådormstjärnor. Inga underarter finns listade i Catalogue of Life.